# Caravane FM
Caravane FM est une émission de télévision suisse de magazine, divertissement et rencontres avec le public présentée par Lionel Frésard et Jean-François Michelet et diffusée périodiquement le mercredi sur RTS Un de 20 h 10 à 20 h 56 depuis le 11 octobre 2017.

## Histoire
L'émission, créée par Lionel Frésard et Jean-François Michelet et produite par la RTS, est diffusée pour la première fois le 11 octobre 2017 sur RTS Un. Elle se déroule dans un hôpital pour grands blessés dans lequel les patients viennent témoignée sur leur vie et leur accident,.

## Concept
L'émission est une radio éphémère, dans laquelle une caravane navigue à travers divers lieux et a pour but de rencontrer les personnes pour écouter leurs parcours de vie, leurs soucis et leurs désirs,. À la fin de leurs témoignages, ils peuvent choisir une musique à dédicacer à une personne de leur choix qui va être diffusée à la radio et sur la télévision,,.

## SpectacleCaravane en chœur
Lionel Frésard et Jean-François Michelet créèrent un spectacle d'humour et musical se nommant Caravane en chœur, reprenant la genèse de Caravane FM, qui devait être présenté au public en 2020, mais dont la tournée a finalement commencé en 2021, en raison de la pandémie de Covid-19,.

## Audiences
En 2024, l'émission comptait 140'000 téléspectateurs en moyenne, ce qui représente plus de 40 % de part de marché.